# Antoine Renou
Antoine Renou, né à Paris en 1731, où il est mort le 13 décembre 1806, est un peintre et dramaturge français.

## Biographie
Antoine Renou est membre, puis secrétaire perpétuel de l'Académie royale de peinture et de sculpture.
Il est l'auteur de L'Étoile du matin (1781), une des peintures plafonnantes de la galerie d'Apollon du palais du Louvre à Paris, qui est son morceau de réception à l'Académie. Elle est le pendant du Soir de Charles Le Brun.

## Dramaturge
Il est l'auteur d'une quinzaine de pièces de théâtre dont :
- Térée et Philomèle, tragédie en cinq actes (1773) représentée à la Comédie-Française
- La Femme tirée au sort (1779)
- Défaite du serpent Python par Apollon (1786)
- Daphné changée en laurier (1786)
- La Chute de Phaéton (1788)
- Philoctète à Lemnos (1788)
- Céyx et Alcyone (1789)

## Élève
- Jacques-Antoine Vallin